# NGC 7271
NGC 7271 est une galaxie lenticulaire située dans la constellation de Pégase. Sa vitesse par rapport au fond diffus cosmologique est de 6 278 ± 32 km/s, ce qui correspond à une distance de Hubble de 92,6 ± 6,5 Mpc (∼302 millions d'al). NGC 7271 a été découverte par l'astronome allemand Albert Marth en 1863.
Selon le professeur Seligman, NGC 7270 et NGC 7271 formeraient une paire de galaxies.